# Dedicated to Chaos
| Оценки критиков    | Оценки критиков |
| Источник           | Оценка          |
| ------------------ | --------------- |
| About.com          | [ 1 ]           |
| Allmusic           | [ 2 ]           |
| Melodic.net        | [ 3 ]           |
| Metalholic         | (8.2/10)        |
| Record Collector   | [ 5 ]           |
| Sea of Tranquility | [ 6 ]           |
| Sputnikmusic       | [ 7 ]           |

Dedicated to Chaos — двенадцатый студийный альбом группы Queensrÿche. Альбом был выпущен впервые в Японии 21 июня 2011 года, а затем в США 28 июня 2011 года. Это первый альбом, выпущенный на лейбле Roadrunner Records.
Как и альбом American Soldier 2009 года, Dedicated to Chaos был записан квартетом. Паркер Лундгрен, который был приглашённым гитаристом на альбоме, впоследствии стал постоянным участником группы.

## Список композиций
| №                   | Название            | Автор(ы)                             | Длительность |
| ------------------- | ------------------- | ------------------------------------ | ------------ |
| 1.                  | «Get Started»       | Джейсон Слэйтер, Джефф Тейт          | 3:33         |
| 2.                  | «Hot Spot Junkie»   | Эдди Джексон, Тейт                   | 3:57         |
| 3.                  | «Got It Bad»        | Слэйтер, Тейт                        | 3:45         |
| 4.                  | «Higher»            | Рэнди Гейн, Тейт                     | 4:00         |
| 5.                  | «Wot We Do»         | Слэйтер, Гейн, Тейт                  | 3:45         |
| 6.                  | «Around the World»  | Келли Грэй, Скотт Рокенфилд, Тейт    | 5:10         |
| 7.                  | «Drive»             | Джефф Каррелл, Грэй, Рокенфилд, Тейт | 4:53         |
| 8.                  | «At the Edge»       | Рокенфилд, Тейт                      | 6:03         |
| 9.                  | «I Take You»        | Слэйтер, Тейт                        | 3:50         |
| 10.                 | «Retail Therapy»    | Слэйтер, Тейт                        | 4:13         |
| 11.                 | «The Lie»           | Грэй, Джексон, Тейт                  | 4:18         |
| 12.                 | «Big Noize»         | Грэй, Рокенфилд, Тейт                | 6:35         |
| Общая длительность: | Общая длительность: | Общая длительность:                  | 53:55        |

| №   | Название                  | Written by                     | Длительность |
| --- | ------------------------- | ------------------------------ | ------------ |
| 1.  | «Get Started»             | Слэйтер, Тейт                  | 3:33         |
| 2.  | «Hot Spot Junkie»         | Джексон, Тейт                  | 3:57         |
| 3.  | «Got It Bad»              | Слэйтер, Тейт                  | 3:45         |
| 4.  | «Around the World»        | Грэй, Рокенфилд, Тейт          | 5:10         |
| 5.  | «Higher»                  | Гейн, Тейт                     | 4:00         |
| 6.  | «Retail Therapy»          | Слэйтер, Тейт                  | 4:13         |
| 7.  | «At the Edge»             | Рокенфилд, Тейт                | 6:03         |
| 8.  | «Broken» (бонус-трек)     | Гейн, Грэй, Тейт               | 3:51         |
| 9.  | «Hard Times» (бонус-трек) | Рокенфилд, Грэй, Тейт          | 5:32         |
| 10. | «Drive»                   | Каррелл, Грэй, Рокенфилд, Тейт | 4:53         |
| 11. | «I Believe» (бонус-трек)  | Гейн, Тейт                     | 3:29         |
| 12. | «LuvnU» (бонус-трек)      | Гейн, Грэй, Тейт               | 3:53         |
| 13. | «Wot We Do»               | Слэйтер, Гейн, Тейт            | 3:45         |
| 14. | «I Take You»              | Слэйтер, Тейт                  | 3:50         |
| 15. | «The Lie»                 | Грэй, Джексон, Тейт            | 4:18         |
| 16. | «Big Noize»               | Грэй, Рокенфилд, Тейт          | 6:35         |

## Участники записи
Участники группы
- Джефф Тейт — вокал, саксофон
- Майкл Уилтон — гитара
- Эдди Джексон — бас-гитара
- Скотт Рокенфилд — ударные, клавиши

Дополнительные музыканты
- Рэнди Гейн — клавиши
- Келли Грэй, Паркер Лундгрен — гитара
- Джейсон Эймс, Миранда Тейт — бэк-вокал

## Позиции в чартах
| Год  | Чарт          | Позиция |
| ---- | ------------- | ------- |
| 2011 | Billboard 200 | 70      |